# David Gobezjisjvili
David Gobezjisjvili, född den 3 januari 1963 i Kutaisi, Georgiska SSR, Sovjetunionen, är en sovjetisk brottare som tog OS-guld i supertungviktsbrottning i fristilsklassen 1988 i Seoul och därefter OS-brons i samma viktklass 1992 i Barcelona. 